# WAR (archivo)
En computación, un archivo WAR (de Web Application Archive - Archivo de aplicación web) es un archivo JAR utilizado para distribuir una colección de JavaServer Pages, servlets, clases Java, archivos XML, bibliotecas de tags y páginas web estáticas (HTML y archivos relacionados) que juntos constituyen una aplicación web.